# Gora Lodochnikova
Gora Lodochnikova (englische Transkription von russisch Гора Лодочникова Gora Lodotschnikowa) ist ein Nunatak im ostantarktischen Königin-Maud-Land. In der Orvinfjella ragt er östlich des Sandnesstaven am nördlichen Ende des Conradgebirges auf.
Russische Wissenschaftler benannten ihn. Der weitere Benennungshintergrund ist nicht überliefert.